# 里亚萨
里亚萨（西班牙語：Riaza），是西班牙卡斯蒂利亚-莱昂塞戈维亚省的一个市镇。 总面积150平方公里，总人口1898人（2001年），人口密度13人/平方公里。